# Animal Boxing
Animal Boxing es un videojuego de boxeo para la consola Nintendo DS. 

## Descripción
Creado en España en 2008 por los miembros de Gammick Entertainment que más tarde constituirían la empresa Akaoni Studio. En ese mismo año fue publicado en formato físico por Destineer solo en Estados Unidos. 
Su segunda publicación ha sido en 2011 por parte de Gammick Entertainment a través del DSiWare, el sistema de distribución digital de Nintendo. 
Dirigido a un público infantil, combina una estética colorista de fantasía y un sistema de juego simple, con movimientos y golpes de boxeo real.
En su historia (y también en su título), se puede distinguir una ligera parodia a la serie de videojuegos de Nintendo, Animal Crossing.

## Historia
En el bosque de la felicidad, un niño intenta por todos los medios hacerse amigo de los animales que viven en él.

Después de mucho tiempo hablando con ellos, haciéndoles recados y limpiando el bosque, cuando por fin está a punto de conseguirlo, de repente aparece un gimnasio de boxeo, y  los animales le dejan completamente tirado para irse como locos a entrenar.

En un ataque de ira, el niño decide calzarse los guantes de boxeo, y demostrar a todos los animales quién es realmente el que manda...

## Sistema de juego
Animal Boxing es básicamente un simulador de boxeo en primera persona, con controles simples y precisos.
La característica principal que lo diferencia del resto de juegos de boxeo para la Nintendo DS, es su ingeniosa manera de mostrar a los enemigos de cuerpo entero, usando las dos pantallas como si estuvieran unidas en una sola.
Para jugar, hay que invertir la consola de manera que la pantalla táctil quede arriba, donde la zona a golpear del enemigo (de cintura para arriba) siempre estará accesible para el jugador.
El jugador puede tanto golpear al adversario, tocando o dibujando la trayectoria de los puñetazos sobre la pantalla táctil, como esquivar su golpes usando la cruceta (zurdos) o los botones (diestros) de la consola.
Cuando una barra de energía especial llega al máximo, la potencia de los golpes del púgil se dispara durante un corto periodo de tiempo.
Durante el combate, en ocasiones aparecen ítems que dan ventajas al jugador.
Las reglas del combate son las del boxeo real.

## Contenido
- Modo wireless para dos jugadores.

- 50 adversarios diferentes.

- 8 escenarios.

- Personajes totalmente personalizables con multitud de peinados, ropas y accesorios.

## Recepción
A pesar de su originalidad y de poseer un destacado aspecto técnico y artístico, su bajo nivel de dificultad y un apartado sonoro deficiente, hizo bajar la nota media de las revisiones realizadas por los medios especializados.